# أنجيلوس تساميس
أنجيلوس تساميس (باليونانية: Άγγελος Τσάμης)‏ مواليد 2 أكتوبر 1981 في آخايا، اليونان، هو لاعب كرة سلة يوناني. بدأ مسيرته الاحترافية في سنة 2005. يلعب في الدوري اليوناني لكرة السلة. يحمل الرقم 13. يبلغ طوله 6 قدم 3.75 بوصة (1.9 م). لعب مع نادي إيه إي كي لكرة السلة وليموج سي إس بي.

## الإنجازات
- كأس فرنسا لكرة السلة: الفوز (2012)

## روابط خارجية
- أنجيلوس تساميس على موقع كرة السلة الأوروبية.كوم (الإنجليزية)
- أنجيلوس تساميس على موقع DraftExpress.com (الإنجليزية)
- أنجيلوس تساميس على موقع ريلجم (الإنجليزية)
- أنجيلوس تساميس على موقع بروبوليرز (الإنجليزية)
- أنجيلوس تساميس على موقع سبورتس رفرنس (الإنجليزية)